# Schiffsmasken

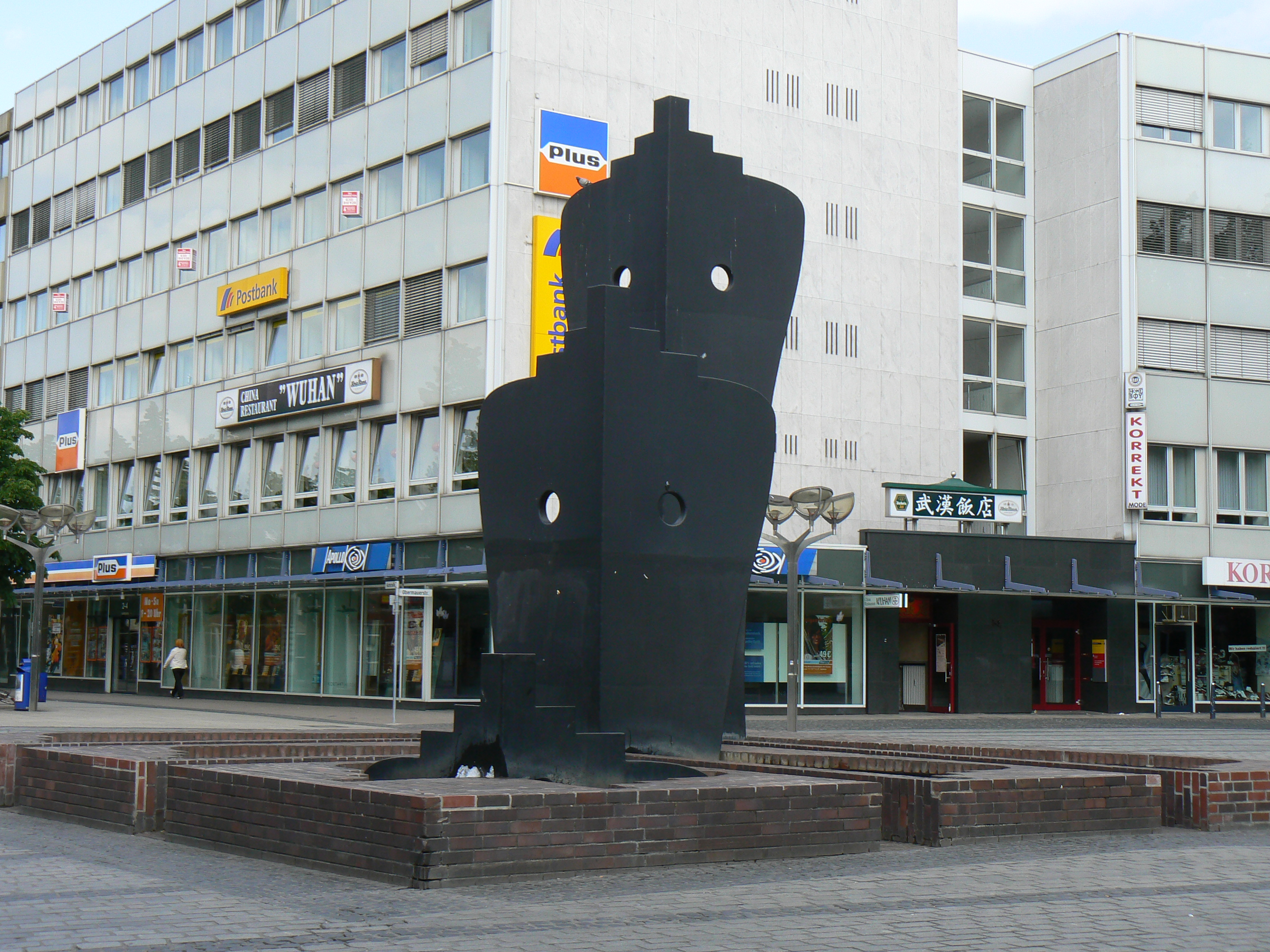
Der Schiffsmaskenbrunnen in Duisburg

Schiffsmasken ist der Name eines Brunnens in der Königstraße der nordrhein-westfälischen Stadt Duisburg. Der Brunnen ist Teil der sogenannten Brunnenmeile und wurde vom Bildhauer Thomas Virnich geschaffen.

## Geschichte
Der Wettbewerb für die Ausgestaltung der einzelnen Standorte der Duisburger Brunnenmeile begann im Jahr 1990/1991. Als einer der ersten Künstler wurde Thomas Virnich mit dem Brunnen an der Einmündung der Kuhstraße in die Königstraße beauftragt. Die Arbeit bildet den westlichen Startpunkt der Brunnenmeile. Die Anlage wurde im Jahr 1993 fertiggestellt und eingeweiht. In den 2020er Jahren übernahm die Targobank den Brunnen als Patin von der Stadt Duisburg.

## Beschreibung
Der Schiffsmaskenbrunnen weist eine Höhe von bis zu zehn Metern auf. Die namensgebenden Schiffsmasken wurden aus schwarzem Stahl geschaffen. Es handelt sich um drei hintereinander gestaffelte Bugformen von Schiffen, die in Frontalansicht gearbeitet wurden. Mit den jeweils auf ihnen angebrachten zwei Löchern ähneln sie außerdem Masken. Daneben spielen sie mit den Formen von historischen Häusergiebeln, wie sie beispielsweise im Dreigiebelhaus in der nahen Niederstraße auftauchen. 
Unterhalb der Schiffsmasken erhebt sich das rechteckige Brunnenbecken. Es weist eine Fläche von etwa 100 Quadratmetern auf. Wie die Grundmauern von mittelalterlichen Häusern, wurde es aus Mauerziegeln gearbeitet, die allerdings mit einem Betonkern in der Straßenmitte verankert wurden. Das Becken greift die Formen der Masken wieder auf, sodass drei charakteristische Wassereinfassungen entstehen.